# 南平专区
南平专区（1949年－1950年称第二专区），中华人民共和国福建省已撤销的行政区，在今福建省北部。1949年置第二专区，专署驻南平县（今南平市延平区）。辖南平、古田、沙县、顺昌、尤溪、将乐、建宁、泰宁、屏南9县。
1950年，第二专区改称南平专区。
1956年，原建阳专区所属建阳、建瓯、浦城、邵武、崇安、松溪、政和、光泽、水吉9县；原永安专区所属明溪、三元2县及原闽侯专区所属闽清县划入南平专区；撤销明溪、三元2县，合并设立三明县；撤销水吉县，并入建瓯、浦城、建阳3县；析南平县设南平市。南平专区辖1市、19县。
1959年，将闽清县划归闽侯专区；松溪、政和2县划归福安专区。1960年，以三明县城区设三明市，由省直辖；将三明县划归三明市；撤销南平县，并入南平市。南平专区辖1市、14县。
1963年，将古田、屏南2县划归闽侯专区；由南平市和建瓯、顺昌2县析置建西县。专区辖1市、13县。
1970年，专署迁至建阳县；将沙县、将乐、建宁、泰宁、尤溪5县划归三明专区；原属福安地区的松溪、政和2县划入南平专区；撤销松溪、政和2县，合并设立松政县；撤销建西县，并入顺昌县。专区辖1市、8县。
1971年，撤销南平专区，改置南平地区，后改名建阳地区。
1988年10月24日，经国务院批准建阳地区驻地迁回南平，1989年1月1日，正式更名为南平地区行政公署。1989年8月，崇安撤县设市更名为武夷山市。1992年12月，建瓯撤县设市。1994年3月，建阳撤县设市。1994年9月，国务院批准撤销南平地区设立地级南平市，原县级南平市同时改设为延平区，南平地区建制至1995年1月18日终止。2014年5月，国务院批复同意撤销建阳市、设立南平市建阳区的行政区划调整方案，南平市政府由延平区迁至建阳区。2015年3月18日，建阳区政府正式挂牌成立成为南平市政府驻地。